# Allan Ljungqvist
Allan Ljungqvist, född 14 maj 1908 i Hangö i Nyland, död 14 september 1971 i Pargas i Egentliga Finland, var en finländsk idrottsledare, ordförande för Internationella bandyförbundet 1963-1967. Han var även Finlands förbundsordförande.